# Пудишев Юрій Олексійович
Юрій Олексійович Пудишев (3 квітня 1954, Калінінград, Московська область, РРФСР — 29 серпня 2021) — радянський, російський та білоруський футболіст, захисник та півзахисник, футбольний тренер дублюючого складу борисовського БАТЕ.

## Життєпис
Народився в місті Корольов Московської області. Зростав без батька, мати працювала на цементному заводі. Кар'єру гравця розпочав у місцевому клубі «Вимпел», а в 1971 році перейшов у московське «Динамо». У 1973 році переведений у першу команду, провів того ж сезону за бронзовий склад 13 матчів, відзначився 2 м'ячами. За три сезони в складі москвичів зіграв 50 матчів та відзначився 5-ма голами, в тому числі й у кубку УЄФА 1974 року. У 1976 році перейшов у мінське «Динамо», у 1982 році став чемпіоном СРСР. Загалом у футболці мінчан зіграв 297 матчів та відзначився 30-ма голами. По ходу сезону 1984 року повернувся в московське «Динамо», у складі якого в Кубку володарів кубків 1984/85 дійшов до півфіналу. У 1986-1994 роках виступав у нижчих лігах СРСР і Росії в динамівських командах Ставрополя (1986-1988), Барнаула (1988), Самарканда (1989), Якутська (1991-1993, в 1992 був головним тренером команди) і в нижньовартовську «Самотлорі-XXI» (1994).
У 1984 році провів по одному матчу за головну (28 березня 1984 року проти ФРН) й олімпійську збірні СРСР.
У Білорусі працював старшим тренером БАТЕ (1997-2003), МТЗ-РІПО (2004-2009), з 2010 року в брестейському «Динамо». З 2005 року — головний тренер молодіжної збірної Білорусі, з 2006 року — помічник головного тренера в першій збірній.
16 серпня 2007 року в віці 53 років вийшов на поле на 82-й хвилині матчу 1/16 фіналу кубку Білорусі в матчі ПМК-7 - МТЗ-РІПО, 3 вересня 2008 року також в матчі 1/16 фіналу кубку «ПМЦ-Постави» - МТЗ-РІПО зіграв 25 хвилин.
25 жовтня 2010 року встановив рекорд чемпіонатів Білорусі, вийшовши на поле у віці 56 років на 90-й хвилині в матчі БАТЕ - «Динамо» (Берестя).

## Статистика виступів

### У збірній
| Дата      | Місто    | Господарі | Результат | Гості | Турнір           | Голи | Примітки |
| --------- | -------- | --------- | --------- | ----- | ---------------- | ---- | -------- |
| 28-3-1984 | Ганновер | ФРН       | 2 – 1     | СРСР  | товариський матч | -    |          |
| Усього    |          | Матчів    | 1         |       | Голів            | 0    |          |

## Досягнення
- Чемпіонат СРСР
  -  Чемпіон (1): 1982
  -  Срібний призер (1): 1986
  -  Бронзовий призер (1): 1983

- У спуску 33-ох найкращих футболістів СРСР: 1982 (№ 2)
- Найкращий дебютант сезону (1973)